# Reiner Bredemeyer

Reiner Bredemeyer (1987)

Hans Reiner Bredemeyer (* 2. Februar 1929 in Vélez, Kolumbien; † 5. Dezember 1995 in Berlin) war ein deutscher Komponist mit einem Œuvre von mehr als 600 Kompositionen. Er war dreißig Jahre Musikalischer Leiter des Deutschen Theaters Berlin und wurde zu einem der bedeutendsten Theaterkomponisten der DDR. Von 1988 bis 1991 war er Professor und Leiter einer Meisterklasse für Komposition an der Akademie der Künste in Berlin.
Durch das Orchesterwerk Bagatellen für B. (1970) sowie seine Oper erlangte er Bekanntheit im deutschsprachigen Raum. Er komponierte die Musik zu preisgekrönten Filmen wie dem Spielfilm Die Frau und der Fremde (1985), der bei den Internationalen Filmfestspielen Berlin den Goldenen Bären erhielt. Für seine Verdienste wurde er u. a. mit dem Kunstpreis, dem Nationalpreis und der Ehrennadel des Verbandes der Komponisten und Musikwissenschaftler der DDR ausgezeichnet.

## Leben

### Herkunft und Breslauer Kindheit
Reiner Bredemeyer wurde 1929 als Sohn des deutschen Ehepaars Otto Wilhelm Karl Bredemeyer (* 15. September 1904 in Zwickau; † 23. August 1954 in Frankfurt am Main) und Erna Frieda Herta Bredemeyer, geborene Knobel (1907–1982), im kolumbianischen Vélez im Departamento de Santander geboren. Der Großvater väterlicherseits stammte aus Sachsen-Altenburg (dem heutigen Thüringen) und war Kaufmann. Reiner Bredemeyers in Frankfurt (Oder) sozialisierter Vater (zweite Ehe ab 1950) arbeitete seinerzeit als Bauingenieur für die Siemens-Bauunion in Kolumbien.
In Folge der Weltwirtschaftskrise stellte das Unternehmen seine Tätigkeit in Südamerika ein und die Familie Bredemeyer kehrte Ende 1930 in ihre deutsche Heimat zurück. Aus beruflichen Gründen zog man 1934 ins schlesische Breslau, wo der Vater einen Job im Tiefbau fand. Die Familie lebte am Dahlienweg, einer Gartensiedlung in Breslau-Gräbschen. Dort besuchte Reiner Bredemeyer die Volksschule und erhielt ab 1936 ersten Klavierunterricht bei der Klavierpädagogin Melida Gerstenberg. Später wurde er auch an der Violine ausgebildet. Neben der Musik interessierte er sich auch für die Mathematik, was der Biograph Gerhard Müller (2022) als Voraussetzung für seine spätere Hinwendung zur musikalischen Avantgarde interpretierte. In der Horst-Wessel-Oberrealschule Breslau, einer Städtischen Oberschule für Jungen, gehörte Bredemeyer dem durch Günter Bialas geleiteten Schulorchester an, wobei er dort aufgrund von Einberufungen die Bratschenstimme spielen musste. Trotz seiner „allergische[n] Abneigung gegen alles Militärische“ konnte er sich der Hitlerjugend nicht entziehen. Auf Vermittlung von Bialas spielte er als „Pimpf“ in der „Rundfunkspielschar“ des Senders Breslau. Sein Bewerbungsversuch beim Musischen Gymnasium Frankfurt unter Kurt Thomas blieb hingegen erfolglos.
Im September 1944 wurde er für Schanzarbeiten herangezogen. Das „Unternehmen Blücher“ bewahrte ihn ab November 1944 vor dem Fronteinsatz. 1945 geriet er in Bayern kurzzeitig in US-amerikanische Kriegsgefangenschaft. Mit seinen Eltern im mittelfränkischen Happurg gestrandet, arbeitete der sechzehnjährige Bredemeyer nach Kriegsende zunächst als Hilfsarbeiter. An Gymnasien in Hersbruck und Fürth besuchte er die zehnte und elfte Klasse. Generalmusikdirektor Ewald Lindemann gab ihm in dieser Zeit Instrumentalunterricht. Ende 1946 ging er nach München.

### Münchner Jahre und erste Erfolge
Dort legte er 1948 sein Abitur an der Maria-Theresia-Oberrealschule ab. Wenig später schrieb er sich für Klavier, Dirigieren und Komposition an der Münchner Akademie für Tonkunst ein. 1951 folgte das Staatsexamen. Sein Kompositionslehrer war Karl Höller, dem Bredemeyer allerdings wenig Wertschätzung entgegenbrachte.
Viel prägender für seine Entwicklung waren der Komponist Karl Amadeus Hartmann sowie der Philosoph Max Bense und der Dichter Georg Widmaier. So besuchte er in München wiederholt Aufführungen der von Hartmann veranstalteten Konzertreihe musica viva. Die Konzertreihe brachte ihm die Neue Musik von Igor Strawinsky, Béla Bartók, Anton Webern, Edgar Varèse, Charles Ives und Erik Satie näher. 1951 wohnte er einem Konzert bei, das Strawinsky selbst dirigierte. Auf Bense traf er während seiner regelmäßigen Besuche des Arbeitskreises sozialdemokratischer Akademiker. Dessen technologische Ästhetik wirkten auf Bredemeyer „wie eine Befreiung aus der Vormundschaft des herrschenden idealistischen Ideengutes“. Bredemeyers Freund Widmaier stand für die „Erneuerung der politischen Poesie“.
Gemeinsam mit Josef Anton Riedl war er 1950 Mitbegründer der Deutschen Sektion der Jeunesses Musicales International, dessen Präsident er wurde. Mithilfe eines Stipendiums war er 1951 erstmals Teilnehmer des klassisch-modernen Rencontres Internationales des Festivals de Provence in Aix-en-Provence, Arles und Avignon im Südosten Frankreichs, das er bis 1954 regelmäßig besuchen sollte. 1951 wurden hier seine Quatre pièces à 18 mesures uraufgeführt. In Aix ergaben sich viele internationale Musikerkontakte wie mit Luigi Nono und Bruno Maderna.
In der bayerischen Landeshauptstadt wurde er sowohl stilistisch als auch politisch sozialisiert: Anlässlich des zehnjährigen Jahrestags des Attentats vom 20. Juli 1944 komponierte er das Werk memento (Text: Wolfgang Paul), das im Bayerischen Rundfunk uraufgeführt wurde. Es war eine Art „Abschiedsgruß“, denn Bredemeyer konnte in München keine gesicherte Existenz aufbauen. Eine für 1954 angemeldete Teilnahme an den Internationalen Ferienkursen für Neue Musik in Darmstadt zog er zurück. Mit dem Besuch der Delegiertenkonferenz des Verbandes der Komponisten und Musikwissenschaftler der DDR wandte er sich beruflich und privat dem anderen Deutschland zu.

### Übersiedlung in die DDR
Im Jahr 1954 machte er während seines Besuchs in Ostberlin Bekanntschaft mit dem Nestor der DDR-Musik Paul Dessau, in dessen Freundeskreis er bald aufgenommen werden sollte: Zu diesem gehörten junge Avantgarde-Komponisten wie Friedrich Schenker, Paul-Heinz Dittrich und Friedrich Goldmann. Bredemeyers Motive zur Übersiedlung müssen so v. a. auch aus künstlerischer Sicht verstanden werden. Als Assistent Dessaus an der Staatlichen Schauspielschule Berlin erhielt er die Möglichkeit, an der Instrumentierung des Pessach-Oratoriums „Hagadah“ mitzuwirken. Nach Dessaus Tod 1979 war er mit Schenker und Goldmann an der Gemeinschaftskomposition In memoriam Paul Dessau (1980) beteiligt.
Auf Vermittlung seines Mentors war Bredemeyer von 1954 bis 1957 erster Meisterschüler bei Rudolf Wagner-Régeny an der Deutschen Akademie der Künste. Dieser beherrschte zwar die musikalische Handwerkskunst, haderte aber mit der Zwölftonmusik, für die sich Bredemeyer interessierte. So ist auch das ambivalente Verhältnis seines Meisterlehrers zu ihm zu verstehen: „Begabung und handwerkliches Können sind zweifellos vorhanden. Aber in seiner musikalischen Ausdrucksweise wie in der allgemeinen geistigen Haltung zeigte sich eine gewisse Verworrenheit, die leider noch nicht sicher voraussehen lässt, ob er in einer weiteren Entwicklung zu klaren, positiven Leistungen gelangen wird.“ Hanns Eisler, durchaus ein musikalisches Vorbild Bredemeyers, befürwortete die Fortsetzung seines Berliner Meisterstudiums nicht. Intern urteilte er über seine Musik wie folgt: „Leider sind die Arbeiten Bredemeyers auch besonders langweilig.“
Dessau und Wagner-Régeny ließen in Bredemeyer den Theaterkomponisten reifen. Sein erstes Engagement trat er wohl auf Vermittlung seines Lehrers und Eislers 1957 in Berlin-Friedrichshain beim Theater der Freundschaft an, dem ersten Kinder- und Jugendtheater der DDR. Bredemeyer übernahm die Leitung der dortigen Schauspielmusik. Zu seinem Aufgabenspektrum gehörte das Komponieren, Einstudieren und Dirigieren. Gleich zu Beginn seiner Tätigkeit schuf er die Schauspielmusik zur bekannten Märchenkomödie Das Untier von Samarkand von Anna Elisabeth Wiede. Insgesamt verantwortete er hier unter den Intendanten Josef Stauder und Ilse Rodenberg neun Theatermusiken.
Unter anderem weil er mit der unter Rodenberg gepflegten Stanislawski-Methode und der illustrativen Musik Prokowjews wenig anfangen konnte, wurde er im August 1961 Komponist und Kapellmeister am Deutschen Theater Berlin. Für Bertolt Brecht avancierte er wegen seiner assoziativen Tonschöpfungen nach Kurt Weill, Hanns Eisler und Paul Dessau zum wichtigsten Theatermusiker. Intensiv arbeitete er selbst mit Eisler zusammen. Auch war er mit Peter Hacks, Heiner Müller und Wolf Biermann beruflich befreundet, die ab 1956 in die Fußstapfen Brechts zu treten versuchten. Bredemeyer verbrachte 33 Jahre am Deutschen Theater und erlebte Regisseure wie Benno Besson, Friedo Solter und Adolf Dresen.
Zu seinem Freundeskreis gehörten v. a. der Flötist Werner Tast und der Oboist Burkhard Glaetzner sowie die Musikwissenschaftler Eberhardt Klemm, Frank Schneider und Mathias Hansen. Weitere gute Kontakte pflegte er mit den Schriftstellern Volker Braun, Friedrich Dieckmann und Karl Mickel. Aus dem deutschsprachigen Raum sind zudem die Musikpublizisten Jürg Stenzl und Reinhard Oehlschlägel zu nennen. Auch zu italienischen Kulturschaffenden hatte er Verbindungen: Luca Lombardi, Giacomo Manzoni, Luigi Pestalozza und Maurizio Pollini sowie seit längerem Luigi Nono.
Von 1977 bis 1989 wurde er in den Zentralvorstand des Verbandes der Komponisten und Musikwissenschaftler der DDR gewählt. 1978 wurde er Mitglied der Sektion Musik der Akademie der Künste in Berlin (Ost) und leitete ebenda eine Meisterklasse. Ihm zu Ehren veranstaltete die Akademie 1988 im Theater im Palast der Republik das Porträtkonzert „Reiner Bredemeyer und seine Schüler“. Zu seinen Meisterschülern gehörten Juro Mětšk (1980–1983) und Wolf-Günter Leidel (1983–1985). Ebenfalls 1988 ernannte man ihn an der Akademie zum außerordentlichen Professor für Komposition. Von 1993 bis 1995 gehörte Bredemeyer auch der vereinigten Akademie der Künste in Berlin an. Darüber hinaus nahm er regelmäßig als Dozent an den Geraer Ferienkursen für zeitgenössische Musik teil.

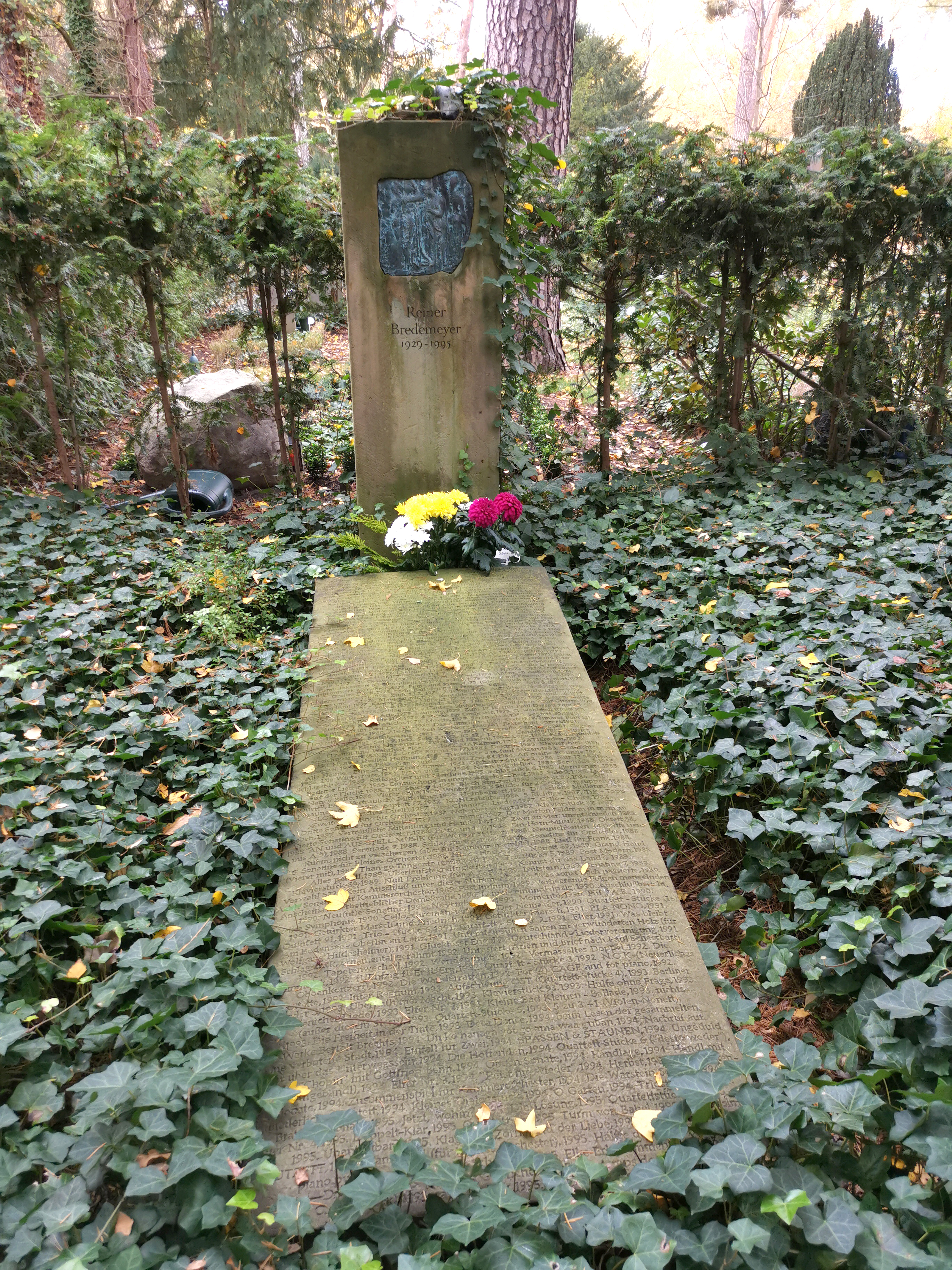
Grab, Friedhof Pankow III (2023)

Reiner Bredemeyer erlag 1995 mit 66 Jahren in Berlin einer kurzen, schweren Krebserkrankung. Das Gewandhaus zu Leipzig und das Konzerthaus Berlin veranstalteten Gedenkkonzerte. Im Deutschen Theater wurde die Gedenk-Matinee „Erinnern an Reiner Bredemeyer“ abgehalten. Unter Anwesenheit des Berliner Kulturstaatssekretärs Winfried Sühlko erfolgte die Beisetzung auf dem Friedhof Pankow III. Ein in den 1970er Jahren durch Werner Stötzer gefertigtes Bronzerelief wurde 1996 eingelassen. 2004 erfolgte die Enthüllung einer Epitaphplatte aus Sandstein mit Bredemeyers Werkverzeichnis.

## Familie
Reiner Bredemeyer war ab 1954 mit Gerda Kramer verheiratet, die ein Kind mit in die Ehe brachte. Das Ehepaar hatte zwei gemeinsame Kinder, darunter Bert Bredemeyer (* 1955), der Dramaturg und Regisseur werden sollte. Die Patchworkfamilie lebte zunächst im Prenzlauer Berg, später in Berlin-Karlshorst.
Aus einer späteren Beziehung mit der Schauspielerin Annemarie Hummel (1931–1999) hatte Bredemeyer ein weiteres Kind, die heute als Regisseurin tätige Meisje Barbara Hummel (* 1962).
Ab 1966 war er mit der Ägyptologin Hannelore Kischkewitz zusammen, zu der er an die Große Krampe in Berlin-Müggelheim zog. Einen weiteren Wohnsitz hatte er in Pankow-Niederschönhausen.
Die Musikwissenschaftlerin Ute Bredemeyer, geborene Wollny, die er in den 1980er Jahren kennenlernte und die sich mit ihm in ihrer Berliner Dissertation mit Das Vokalwerk von Reiner Bredemeyer, eine Untersuchung zum Wort-Ton-Verhältnis befasst hatte, war seine letzte Ehefrau. Sie ist auch seine Nachlassverwalterin.

## Bedeutung
Er komponierte über 600 Werke aller Genres. Durch seine extensive Arbeit für das Deutsche Theater avancierte er nach Hanns Eisler und Paul Dessau zum bedeutendsten Theaterkomponisten der DDR.
Reiner Bredemeyer hinterließ mit Candite (1982) eine Oper nach Voltaire (Libretto: Gerhard Müller). Die Uraufführung erfolgte 1986 im Landestheater Halle unter Mitwirkung des Dirigenten Christian Kluttig und des Regisseurs Andreas Baumann. Weiterhin schuf er drei Operetten (bzw. Singspiele): Die schöne Helena (1964) und Orpheus (1970), beide nach Jacques Offenbach, sowie Die Galoschenoper (1977) von Heinz Kahlau. Unter seinen Theaterstücken sind auch drei Lehrstücke, nämlich Die Reise (1956) von Heiner Müller sowie Leben des Andrea (1971) und Der Neinsager (1990), beide nach Bertolt Brecht. Weiterhin zu nennen ist die Kantate 2 (Die Muße) (1977) nach Friedrich Hölderlin.
Seine Instrumentalmusik, die er stets in eine systematische Ordnung brachte, rezipierte häufig Beiträge der (politischen) Literatur und der Bildenden Kunst. Auch bezog er sich auf die Musik anderer Komponisten. Aufsehen erlangten Bredemeyers Bagatellen für B. (1970) für Klavier und Orchester zum Beethoven-Jubiläum, die durch Walter Olbertz und die Staatskapelle Berlin unter Otmar Suitner zur Uraufführung gebracht wurden. Über 30 seiner Kompositionen stehen im Zusammenhang mit Bertolt Brecht. Seit den 1970er Jahren arbeitete er mit der Leipziger Gruppe Neue Musik Hanns Eisler um Burkhard Glaetzner und Friedrich Schenker zusammen. Viele seiner Instrumentalwerke wurden durch auf zeitgenössische Musik spezialisierte Kammerensembles aufgeführt, u. a. dem Ensemble intercontemporain, dem Ensemble Modern, der Bläservereinigung Berlin, dem Kammerensemble Neue Musik Berlin und dem Ensemble Sortisatio.
Bei der DEFA wurde er bereits früh für Dokumentar- und Spielfilme engagiert, wodurch er ein Auskommen hatte. So wirkte er Anfang der 1960er Jahre zunächst mit Paul Dessau, später alleine an der Musik zum Dokumentarfilm Das russische Wunder (1964) von Annelie Thorndike und Andrew Thorndike mit. Später war er musikalischer Mitarbeiter der Dokumentarfilmer Walter Heynowski und Gerhard Scheumann. Weiterhin engagierte er sich als Dramaturg beim Dokumentarfilm-Projekt Busch singt – Sechs Filme über die erste Hälfte des 20. Jahrhunderts (1981/82) von Konrad Wolf. An Spielfilmmusiken sind u. a. 1965 erschienen Das Kaninchen bin ich von Kurt Maetzig und Die besten Jahre von Günther Rücker zu nennen. Außerdem komponierte er über 150 Hörspielmusiken, wobei er bei ca. 40 Hörspielen eng mit dem Regisseur Joachim Staritz zusammenarbeitete. Ein weiteres Betätigungsfeld waren Ausstellungsmusiken, etwa für Ausstellungseröffnungen im Bode-Museum, Ägyptischen Museum Berlin und Museum der bildenden Künste Leipzig.
Seine Vorliebe für textgebundene Stücke und die intensive Auseinandersetzung mit dem Dichter Wilhelm Müller führte zu den vielbeachteten Liederzyklen Die Winterreise (1984) und Die schöne Müllerin (1986).

## Tonsprache
Zusammen mit Friedrich Goldmann, Georg Katzer und Friedrich Schenker gehört Bredemeyer zu der Komponistengeneration, die sich vom Sozialistischen Realismus lösend, an der westlichen Avantgarde orientierte. Er sah zu international wegweisenden Komponisten wie John Cage und Morton Feldman auf.
Bredemeyer wurde schon früh durch die Musik von Anton Webern und Igor Stravinsky beeinflusst. Der Musikwissenschaftler Frank Schneider charakterisierte seine Kompositionen als „ohne große Töne“ und „unprätentiös“.
In erster Linie stießen seine seriellen Kompositionen in der DDR auf wenig Verständnis. Die Schwierigkeiten Bredemeyers mit den etablierten ostdeutschen Komponisten blieben. Noch 1979 beklagte er sich darüber, dass der Komponistenverband ihn mit 50 Jahren als noch „jungen Komponisten“ abtat. Beispielhaft dafür sind das Ausbleiben von Tonträgern mit Konzertmusik. Vielmehr musste er sich mit Hörspiel-, Film- und Schauspielmusiken begnügen.
Bredemeyers einzige Sinfonie entstand 1974 in kammermusikalischer Besetzung als Gegenpart zu Goldmanns 1. Sinfonie für die Gruppe Neue Musik Hanns Eisler. Zum 200. Geburtstag von Ludwig van Beethoven komponierte er das postmoderne Werk Bagatellen für B.
Der Schweizer Musikwissenschaftler Jürg Stenzl resümierte in einem FAZ-Kommentar:

„Mit Schärfe und Pfiff, ganz undeutsch witzig und heiter, frech und genau wie Villon und Heine, die er wie Arno Schmidt liebte, hat sich der Komponist Reiner Bredemeyer mit seiner Musik überall eingemischt, hat gerade dann Einspruch erhoben, wenn für ihn selbst nichts zu holen war.“

## Auszeichnungen und Mitgliedschaften
- 1969: Goldene Taube bei den XII. Internationalen Leipziger Dokumentar- und Kurzfilmwochen für Kino und Fernsehen für Der Präsident im Exil
- 1969: Kunstpreis des FDGB (im Kollektiv)
- 1969: Banner der Arbeit im Kollektiv mit Horst Donth, Walter Martsch und Gert Prokop
- 1970: Preis der Jury der tschechoslowakischen Fernsehzuschauer beim 7. Internationalen Fernsehfestival Golden Prague für Der Mann ohne Vergangenheit
- 1974: FIPRESCI-Preis bei den Westdeutschen Kurzfilmtagen Oberhausen für Der Krieg der Mumien[57]
- 1975: Kunstpreis der DDR
- 1978: Ordentliches Mitglied der Sektion Musik der Akademie der Künste, Berlin (Ost)
- 1979: Verdienstmedaille der DDR
- 1982: Ehrennadel des Verbandes der Komponisten und Musikwissenschaftler der DDR in Silber
- 1982: Goldene Taube (ehrenhalber) bei den XXV. Internationalen Leipziger Dokumentar- und Kurzfilmwochen für Kino und Fernsehen für Busch singt – Sechs Filme über die erste Hälfte des 20. Jahrhunderts
- 1983: Nationalpreis der DDR für Kunst und Literatur, 2. Klasse im Kollektiv Fernsehfilm Busch singt[58]
- 1983: FIPRESCI-Preis (Forum) bei den Internationalen Filmfestspielen Berlin für Busch singt – Sechs Filme über die erste Hälfte des 20. Jahrhunderts
- 1985: Goldener Bär bei den Internationalen Filmfestspielen Berlin für Die Frau und der Fremde
- 1986: Beste Filmmusik beim 4. Nationalen Spielfilmfestival der DDR für Die Frau und der Fremde
- 1986: Wilhelm-Müller-Kunstpreis der Stadt Dessau
- 1989: Vaterländischer Verdienstorden in Bronze
- 1990: Preis der Kritik der Kommission Musikkritik des Verbandes der Komponisten und Musikwissenschaftler der DDR zu den DDR-Musiktagen für Die Winterreise[59]
- 1990: Großer Preis beim 6. Nationalen Spielfilmfestival der DDR für Treffen in Travers[60]
- 1990: Kritikerpreis „Die große Klappe“ der Sektion Theorie und Kritik des Verbandes der Film- und Fernsehschaffenden der DDR für Treffen in Travers[60]
- 1993: Mitglied der Sektion Musik der Akademie der Künste, Berlin
- 1996: Bestenliste des Preises der deutschen Schallplattenkritik für die CD Bagatellen für B. / Duett II / Septett 80 / Solo 7 / Alle Neune / Schlagstück 1 / Die Winterreise

## Nachlass
Ein Teilnachlass von Reiner Bredemeyer – enthaltend 59 Kompositionsautographe – wird in der Musikabteilung der Sächsischen Landesbibliothek – Staats- und Universitätsbibliothek Dresden (Signatur: Mus.14443-…) aufbewahrt.

## Werke

### Diskografie (Auswahl)
- Kammermusik aus der DDR (Edel Classics, 1991) mit dem Händelfestspielorchester Halle (Ltg: Christian Kluttig) u. a.
- Musik in der DDR Vol. 2 (Edel Classics, 1995)
- Bagatellen/Duett/Winterreise (WERGO, 1996) mit der Gruppe Neue Musik Hanns Eisler (Ltg: Friedrich Goldmann/Christian Münch) u. a.
- Musik in Deutschland Box 3 – Angewandte Musik (Red Seal, 2001)
- Musik in Deutschland Box 4 – Vokale Kammermusik (RCA Red Seal, 2002)
- Otmar Suitner und die Staatskapelle Berlin (Edel Classics, 2002) mit der Staatskapelle Berlin (Ltg: Otmar Suitner)
- Neue Musik in der DDR Vol. 3 (Edel Classics, 2002)
- Di As/Concerto pour hautbois (Edel Classics, 2003) mit Burkhard Glaetzner und Walter Olbertz
- Musik in Deutschland Box 6 – Oper (RCA Red Seal, 2004)
- Ensemble Sortisatio (Querstand, 2004) mit dem Ensemble Sortisatio

### Schriften
- Ist Schönberg tot? In: Mathias Hansen, Christa Müller (Hrsg.): Arnold Schönberg 1874–1951. Zum 25. Todestag des Komponisten. Akademie der Künste der DDR, Berlin 1976, S. 121. (= Arbeitshefte der Akademie der Künste der DDR, Band 24)
- Zu Hilfe! Zu Hilfe! Mozarts Vertonung von Schikaneders Text zur „Zauberflöte“. In: Musik und Gesellschaft 1978, Heft 28, 325–328.
- Reiner Bredemeyer, [Nachruf auf Paul Dessau]. In: Sinn und Form 1979, Heft 6, S. 1151–1152.
- „Ihr lacht wohl uber den Träumer, der Blumen im Winter sah?“ Wilhelm Mullers „Winterreise“ und ihre Wiedervertonung durch Reiner Bredemeyer. In: Musik und Gesellschaft 1985, Heft 35, S. 486–490.
- Inspirationsquelle Probebühne. In: Musik und Gesellschaft 2 (1986), S. 71–72. (= Ulrich Dibelius (Hrsg.): Neue Musik im geteilten Deutschland. Band 4: Dokumente aus den achtziger Jahren. Henschel, Berlin 1999, ISBN 3-89487-316-7, S. 239–241)
- Der Morton Feldman in meinem Leben. In: Positionen 1 (1988), S. 11–12. (= Ulrich Dibelius (Hrsg.): Neue Musik im geteilten Deutschland. Band 4: Dokumente aus den achtziger Jahren. Henschel, Berlin 1999, ISBN 3-89487-316-7, S. 418–419)
- Reiner Bredemeyer, Musik und Realität. Legungen am Schreibtisch: Offen-, Über-, Unter-, Zurecht-. In: Positionen 4 (1989), S. 3–5.
- Versuch einer Tendenzanalyse. In: Positionen 6/7 (1991), S. 7.(= Ulrich Dibelius (Hrsg.): Neue Musik im geteilten Deutschland. Band 3: Dokumente aus den siebziger Jahren. Henschel, Berlin 1997, ISBN 3-89487-248-9, S. 209)
- „Ich wendete mich nicht“. Einige persönliche Gedanken und Überlegungen zu meiner „Winterreise“. In: MusikTexte 64 (1996), S. 33–36.
- „Ich kam hierher um zu singen“ – Bemerkungen und Texte anläßlich des 75. Geburtstages des Komponisten. In: Positionen 59 (2004), S. 37–40.

### Monographie
- Kristina Wille: Reiner Bredemeyers Der Neinsager – Eine späte Bezugnahme auf Brechts/Weills Der Jasager. Weidler, Berlin 2005, ISBN 3-89693-433-3 (= zugleich Magisterarbeit, Universität Hamburg, 2001).
- Gerhard Müller: Bagatellen für B. Der Komponist Reiner Bredemeyer. Verlag Neue Musik, Berlin 2022, ISBN 978-3-7333-2756-9.

### Sammelbände
- Reiner Bredemeyer. In: Ingeborg Allihn (Hrsg.): Kammermusikführer. Metzler, Stuttgart [u. a.], ISBN 3-476-00980-7, S. 112.
- Bredemeyer, Reiner. In: Wilhelm Buschkötter, Hansjürgen Schaefer: Handbuch der internationalen Konzertliteratur. Instrumental- und Vokalmusik [Manual of international concert literature]. 2. überarbeitete und erweiterte Auflage. de Gruyter, Berlin / New York 1996, ISBN 3-11-013905-7, S. 159–161.
- Bredemeyer, Reiner. In: David M. Cummings (Hrsg.): International Who’s Who In Music And Musicians’ Directory. 17. Auflage. Melrose Press, Cambridge 2000, ISBN 0-948875-71-2, S. 78 f.
- Bredemeyer, Reiner. In: Carl Dahlhaus, Hans Heinrich Eggebrecht, Kurt Oehl (Hrsg.): Brockhaus-Riemann Musiklexikon. CD-Rom. Directmedia Publishing, Berlin 2004, ISBN 3-89853-438-3, S. 11911.
- Bredemeyer, Reiner. In: Ludwig Finscher (Hrsg.): Musik in Geschichte und Gegenwart (MGG). Band 2. Bärenreiter, Kassel [u. a.] 1995, S. 801–802
- Bredemeyer, Reiner. In: Paul Frank, Wilhelm Altmann: Kurzgefaßtes Tonkünstlerlexikon. Zweiter Teil: Ergänzungen und Erweiterungen seit 1937. 15. Auflage. Band 1. Heinrichshofen, Wilhelmshaven 1974, ISBN 3-7959-0087-5, S. 86.
- Bredemeyer, Reiner. In: Peter Hollfelder: Klaviermusik. Internationales chronologisches Lexikon. Supplement. Noetzel, Wiesbaden 2005, ISBN 3-7959-0855-8, S. 41.
- Reiner Bredemeyer. In: Sigrid Neef (mit Hermann Neef): Deutsche Oper im 20. Jahrhundert. DDR 1949–1989. Peter Lang, Frankfurt am Main 1992, ISBN 3-86032-011-4, S. 45 ff.
- Christiane Niklew: Bredemeyer, Reiner. In: Wer war wer in der DDR? 5. Ausgabe. Band 1. Ch. Links, Berlin 2010, ISBN 978-3-86153-561-4.
- Reinhard Oehlschlägel: Bredemeyer, Reiner. In: Stanley Sadie (Hrsg.): The New Grove Dictionary of Music and Musicians. Band 4. Macmillan, London [u. a.] 2001, ISBN 0-333-60800-3, S. 303–304.
- Frank Schneider: Reiner Bredemeyer. In: Dietrich Brennecke, Hannelore Gerlach, Mathias Hansen (Hrsg.): Musiker in unserer Zeit. Mitglieder der Sektion Musik der Akademie der Künste der DDR. Deutscher Verlag für Musik, Leipzig 1979, S. 272 ff.
- Bredemeyer, Reiner. In: Jürgen Stegmüller: Das Streichquartett. Eine internationale Dokumentation zur Geschichte der Streichquartett-Ensembles und Streichquartett-Kompositionen von den Anfängen bis zur Gegenwart. Noetzel, Wilhelmshaven 2007, ISBN 3-7959-0869-8, S. 268.
- Verband der Komponisten und Musikwissenschaftler der DDR (Hrsg.): Reiner Bredemeyer. Musikinformationszentrum, Berlin [u. a.] 1984.
- Kristina Wille: Reiner Bredemeyer. In: Komponisten der Gegenwart (KDG). Edition Text & Kritik, München 1996, Loseblattsammlung.

### Aufsätze und Einzelstudien
- Ingeborg Allihn: Uraufführung von Bredemeyer im Museum. In: Musik und Gesellschaft, 1977, Heft 7, S. 439–440 (= Ulrich Dibelius (Hrsg.): Neue Musik im geteilten Deutschland. Band 3: Dokumente aus den siebziger Jahren. Henschel, Berlin 1997, ISBN 3-89487-248-9, S. 420–421)
- Stefan Amzoll: Politische Poesie und Musik. Zu Vokalkompositionen von Friedrich Schenker, Kurt Schwaen und Reiner Bredemeyer. In: Musik und Gesellschaft, 1977, 27, 453 ff.
- Stefan Amzoll: Rückblick. Reiner Bredemeyers Haltung zur Geschichte und Gegenwart. In: MusikTexte 101 (2004), S. 27–30.
- Claudia Bullerjahn: Zur Rezeption von Franz Schuberts „Winterreise“ im 20. Jahrhundert, demonstriert an Werken von Hans Zender, Reiner Bredemeyer und Friedhelm Döhl. In: Beiträge zur Musikwissenschaft und Musikpädagogik, 1997, S. 180–212.
- Karl Heinz Friebel: Sonatine für Orchester von Reiner Bredemeyer. In: Musik und Gesellschaft 1964, Heft 14, S. 400 (= Ulrich Dibelius (Hrsg.): Neue Musik im geteilten Deutschland. Band 2: Dokumente aus den sechziger Jahren. Henschel, Berlin 1995, ISBN 3-89487-224-1, S. 199–200).
- Margarete Führ: Erste Erfahrungen bei der Aneignung und Erschließung neuer Orchesterwerke von R. Bredemeyer, Fr. Goldmann und G. Katzer in Klasse 10 / STE 7. In: Musik in der Schule, 1982, 33, S. 403–407.
- Friedrich Goldmann: Reiner Bredemeyers Bagatellen für B. In: Mathias Hansen (Hrsg.): Musikalische Analyse in der Diskussion. Gespräche, Analysen, Dokumentation. Akademie der Künste der Deutschen Demokratischen Republik, Berlin 1982. S. 96–103 (= Arbeitshefte der Akademie der Künste der Deutschen Demokratischen Republik, 35)
- Friedrich Goldmann: Nie ganz zu Hause. In: MusikTexte 62/63 (1996), S. 25.
- Mathias Henke: „Suche mir versteckte Stege“. Annotationen zu „Die Post“ und „Täuschung“, den von Wilhelm Müller nicht vorveröffentlichten Gedichten der „Winterreise“, in den Vertonungen von Franz Schubert und Reiner Bredemeyer. In: Hochschule für Musik Würzburg (Hrsg.): Franz Schubert und Gustav Mahler in der Musik der Gegenwart. Schott, Mainz [u. a.] 1997, ISBN 3-7957-0338-7, S. 63–72 (= Schriften der Hochschule für Musik Würzburg, Band 5).
- Antje Kaiser: „Schöne Müllerin“ von Reiner Bredemeyer. In: Musik und Gesellschaft, 1987, Heft 5, S. 240. (= Ulrich Dibelius (Hrsg.): Neue Musik im geteilten Deutschland. Band 4: Dokumente aus den achtziger Jahren. Henschel, Berlin 1999, ISBN 3-89487-316-7, S. 160–161)
- Udo Klement: „anfangen – aufhören“. In: Musik und Gesellschaft, 1978, 28, S. 343.
- Udo Klement: Gedenkmusiken von Reiner Bredemeyer, Helge Jung, Ernst Hermann Meyer und Günter Neubert. In: Positionen, 1988, 2, S. 13–14.
- Eberhard Kneipel: Konzert für Oboe und Orchester von Reiner Bredemeyer. In: Musik und Gesellschaft, 1979, 29, S. 286–290.
- Liesel Markowski: Werke von Bredemeyer, Katzer und Schenker uraufgeführt. In: Musik und Gesellschaft 1977, Heft 5, S. 272–273. (= Ulrich Dibelius (Hrsg.): Neue Musik im geteilten Deutschland. Band 3: Dokumente aus den siebziger Jahren. Henschel, Berlin 1997, ISBN 3-89487-248-9, S. 276–277)
- Gerhard Müller: Asthetik des Unmöglichen. In: Weimarer Beitrage, 1980, 26, 10, S. 168–183.
- Gerhard Müller: Schauspiel- oder Inszenierungsmusik – Der Theaterkomponist Reiner Bredemeyer. In: Michael Kuschnia (Hrsg.): 100 Jahre Deutsches Theater Berlin. 1883-1983. Henschel-Verlag, Berlin 1983, S. 352 ff.
- Gerhard Müller: Berichte von der Illusion. Reiner Bredemeyer „Abschlußbericht“ für Mezzosopran, Bariton und Orchester. In: Motiv, 1991, 1, S. 36 ff.
- Gerhard Müller: Er konnte alles, außer nach Noten schwindeln. Zum Tode des Komponisten Reiner Bredemeyer. In: Positionen, 1996, 26, S. 46–52.
- Nina Noeske: Brecht, Postmoderne und die DDR. Bredemeyers „Candide“. In: Arnfried Edler, Sabine Meine (Hrsg.): Musik, Wissenschaft und ihre Vermittlung. Bericht über die Internationale Musikwissenschaftliche Tagung der Hochschule für Musik und Theater Hannover 26.–29. September 2001. Wißner, Augsburg 2002, ISBN 3-89639-342-1, S. 342–346.
- Nina Noeske: Die beste aller möglichen Welten. Bredemeyers „Candide“ (1981/82). In: Michael Berg, Albrecht von Massow, Nina Noeske (Hrsg.): Zwischen Macht und Freiheit. Neue Musik in der DDR. Böhlau, Köln [u. a.] 2004, ISBN 3-412-10804-9, S. 141–155.
- Reiner Bredemeyer. In: Nina Noeske: Musikalische Dekonstruktion. Neue Instrumentalmusik in der DDR. Böhlau Verlag, Köln 2007, ISBN 3-412-20045-X, S. 44 ff.
- Rainer Nonnenmann: Winterreise. Teil 2: Neukompositionen von Reiner Bredemeyer, Friedhelm Döhl, Oskar Pastior, Gerhard Rühm, Reinhard Febel, Heinz Winbeck und anderen. Wilhelmshaven 2006, ISBN 978-3-7959-0869-0 (= Taschenbücher zur Musikwissenschaft, 151).
- Reinhard Oehlschlegel: „Wir müssen unseren Garten bestellen“ – Zu Reiner Bredemeyers und Gerhard Müllers „Candide“. In: MusikTexte, 1986, 13, S. 61. (= Ulrich Dibelius (Hrsg.): Neue Musik im geteilten Deutschland. Band 4: Dokumente aus den achtziger Jahren. Henschel, Berlin 1999, ISBN 3-89487-316-7, S. 204–205).
- Daniela Reinhold: Opernkomödie aus Distanz. Candide von Gerhard Müller und Reinhard Bredemeyer in Halle. In: Musik und Gesellschaft, 1986, Heft 3, S. 146–147 (= Ulrich Dibelius (Hrsg.): Neue Musik im geteilten Deutschland. Band 4: Dokumente aus den achtziger Jahren. Henschel, Berlin 1999, ISBN 3-89487-316-7, S. 241–243).
- Gerd Rienäcker: Erste Überlegungen. Zur Oper „Candide“ von Gerhard Müller und Reiner Bredemeyer. In: Theater der Zeit, 11/1983, S. 58 f.
- Frank Schneider: Serenade 3. In: Musik und Gesellschaft, 1974, Heft 4, S. 226–228. (= Ulrich Dibelius (Hrsg.): Neue Musik im geteilten Deutschland. Band 3: Dokumente aus den siebziger Jahren. Henschel, Berlin 1997, ISBN 3-89487-248-9, S. 143–145)
- Frank Schneider: Kontrapunkte zwischen Bildröhre und Sinfonieorchester. Zur Musik von Reiner Bredemeyer. In: Musik und Gesellschaft 27 (1977), S. 8–13.
- Frank Schneider: Diskurse heiterer Vernunft. Neuere Kammermusik von Reiner Bredemeyer. In: MusikTexte, 1990, 33/34, S. 89–92.
- Frank Schneider: Blitzend. Zu Reiner Bredemeyer. In: MusikTexte, 1996, 62/63, S. 26.
- Frank Schneider: „Vorwärts nicht vergessen!“ In memoriam Reiner Bredemeyer. In: MusikTexte, 1996, 64, S. 29–33.
- Wolfgang Schreiber: Musik als Tagesnotwendigkeit. Zum Tode des Komponisten Reiner Bredemeyer. In: MusikTexte, 1996, 62/63, S. 24 f.
- Lothar Schubert: Die „Bagatellen für B“ von Reiner Bredemeyer. Hinweise für die Erschliessung in Kl. 10 / STE 7. In: Musik in der Schule, 1982, 33, S. 92–98.
- Lothar Schubert: Hospitiert. Notiert. Bredemeyer und Beethoven. Uberlegungen zur Stellung der „Bagatellen für B.“ in Kl. 10 / STE 7. In: Musik in der Schule, 1983, 34, S. 381–385.
- Hartmut Sievert: Zur Behandlung der „Bagatellen für B.“ von R. Bredemeyer in Kl. 10 / STE 7. Planungs- und Gestaltungsvorschlag auf Grund erster Unterrichtserfahrungen. In: Musik in der Schule, 1983, 34, S. 385–388.
- Wolfgang Thiel: Reiner Bredemeyers Film- und Fernsehmusiken. In: Musik und Gesellschaft, 1973, 23, 11, S. 648–653.
- Wolfgang Thiel: Filmmusik in Geschichte und Gegenwart. Henschelverlag, Berlin 1981, S. 63, 226, 229, 372, 411.
- Kristina Wille: Reiner Bredemeyers Schuloper „Leben des Andrea“. In: Archiv für Musikwissenschaft, 2010, 67, 4, S. 318–335.
- Kristina Wille: Reiner Bredemeyers Schuloper „Leben des Andrea“ (Fortsetzung). In: Archiv für Musikwissenschaft, 2011, 68, 1, S. 61–86.
- Ute Wollny: „Sieben Lieder für hohe Stimme, Klavier und Schlagzeug nach Iwan Goll“ von Reiner Bredemeyer. In: Musik und Gesellschaft, 1983, Heft 3, S. 171–172 (= Ulrich Dibelius (Hrsg.): Neue Musik im geteilten Deutschland. Band 4: Dokumente aus den achtziger Jahren. Henschel, Berlin 1999, ISBN 3-89487-316-7, S. 147–148).
- Ute Wollny: Das Vokalwerk von Reiner Bredemeyer, eine Untersuchung zum Wort-Ton-Verhältnis. Dissertation, Halle/Saale 1984.
- Ute Wollny: „Ich kam hierher um zu singen“. Zum Chorschaffen von Reiner Bredemeyer. In: MusikForum, 1986, 2, S. 7 ff.
- Ute Wollny: 87 Takte für Morton Feldman. Zur Kammermusik „Der Morton Feldman in meinem Leben“ von Reiner Bredemeyer. In: Positionen, 1988, 1, S. 12–13.
- Ute Wollny: Die Mühen musikalischer Neulandgewinnung. Reiner Bredemeyers erstes Jahrzehnt in der DDR. In: Positionen, 1991, 6/7, S. 7–10.
- Ute Wollny: „Im Winter zu lesen“. Über Reiner Bredemeyers Liederzyklen „Die schöne Müllerin“ und „Die Winterreise“ nach den Gedichten von Wilhelm Müller. In: Musik und Unterricht, 1991, 11, S. 54 ff.

### Interviews und Gespräche
- In den Hintergrund gedrängt. Werner Danneberg im Gespräch mit Reiner Bredemeyer. In: Musik in der Schule, 1995, Heft 1, S. 41 f.
- „Ich will mit Musik reden, deutlich reden, aber nicht überreden…“ Gerald Felber im Gespräch mit Reiner Bredemeyer. In: Musik in der Schule, 1987, Heft 5, S. 144–148.
- Reiner Bredemeyer, Georg Katzer, Frank Schneider: Souveränität grenzenlos? Ein Gespräch über Grenzveränderungen im Gefüge musikalischer Genres zwischen den Komponisten Reiner Bredemeyer, Georg Katzer und dem Musikwissenschaftler Frank Schneider. In: Bulletin, 1979, 16, S. 34–42.
- Reiner Bredemeyer. Gespräch mit Joachim Lucchesi und Ute Wollny. In: Mathias Hansen (Hrsg.): Komponieren zur Zeit. Gespräche mit Komponisten der DDR. Deutscher Verlag für Musik, Leipzig 1988, ISBN 3-370-00258-2, S. 9–39 (= Veröffentlichung der Akademie der Künste der DDR).
- Was bedeutet uns das Erbe Hanns Eislers heute (Aussagen von Bredemeyer, Matthus und Schenker). In: Musik und Gesellschaft, 1982, Heft 9, S. 533–539.
- Jeder Klang war zu verteidigen. Über angewandte Musik, Sonderfälle, Gegen „Bilder-Hören“, Wirklichkeitsbezüge in der Musik, SERENADE 2, Gespräch mit Christa Müller. In: Christa Müller (Hrsg.): Komponisten-Werkstatt. Akademie der Künste der DDR, Berlin 1973, S. 30 ff. (= Arbeitshefte der Akademie der Künste der DDR, 13).
- Gerhard Müller, Interview mit Reiner Bredemeyer. In: Weimarer Beitrage, 1980, Heft 10, S. 158–167.
- Rechts- und linkshändig komponieren. Reiner Bredemeyer im Gespräch [mit Reinhard Oehlschlegel]. In: MusikTexte, 1996, 64, S. 37–48.
- Ursula Stürzbecher, Reiner Bredemeyer. In: Ursula Stürzbecher: Komponisten in der DDR. 17 Gespräche. Gerstenberg Verlag, Hildesheim 1979, ISBN 3-8067-0803-7, S. 269–285.
- „Ganz schön zum Lachen, was?“ Reiner Bredemeyer im Gespräch mit Ute Wollny. In: Gert Belkius, Ulrike Liedtke (Hrsg.): Musik für die Oper? Mit Komponisten im Gespräch. Henschel-Verlag, Berlin 1990, ISBN 3-362-00479-2, S. 11–24.
- Ulrich Dibelius im Gespräch mit den Komponisten Reiner Bredemeyer und Friedrich Schenker. In: Jahrbuch der Bayerischen Akademie der Schönen Künste, 1991, S. 225–233.